# Queensland zászlaja
Queensland zászlaját még a brit uralom alatt kapta, ebből eredően hasonlít a többi brit gyarmati zászlóra. A zászló bal felső részében az Union Jack található, a jobb oldalon egy jelvény. A jelvényen királyi koronával díszített kék máltai kereszt jelenik meg. A kereszt alakja a katonai vitézségi éremre, a Viktória Keresztre hasonlít.
A zászlót 1876. november 29-én vonták fel.

## Külső hivatkozások
- A zászló a FOTW oldalon